# گانداینگوین
گانداینگوین (به لاتین: Gandaingoin) یک منطقهٔ مسکونی در جمهوری خلق چین است که در منطقه خودمختار تبت واقع شده‌است. گانداینگوین
- نفر جمعیت دارد.